# Simon de Vries
Simon Philip de Vries (Neede, 4 oktober 1870 - Bergen-Belsen, 24 maart 1944) was een Nederlandse rabbijn en hebraïcus.

## Levensloop
Hij groeide op in het Achterhoekse Neede. Aangezien er geen synagoge in zijn plaats was, ging hij naar de sjoel van Borculo, waar hij ook joodse les kreeg. Vanwege zijn bijzondere aanleg begon hij al op dertienjarige leeftijd een rabbijnenstudie aan het Nederlands Israëlitisch Seminarium te Amsterdam. In de sjoel van het nabijgelegen Haaksbergen trouwde hij met Judith de Jong, dochter uit een lokale middenstandsfamilie. Na zijn afstuderen werd hij rabbijn van de joodse gemeente van Haarlem. Ook werd hij later geestelijk verzorger voor Joodse psychiatrische patiënten en gevangenen.
Hij was voorts actief als publicist en leraar Hebreeuws op diverse scholen. Voor allerlei bladen schreef hij artikelen zoals een uiteenzetting van het joodse geloof voor niet-Joden in de Oprechte Haarlemsche Courant. In de jaren 1928-1932 verscheen van zijn hand een omvangrijk boekwerk in twee delen over het jodendom genaamd Joodsche riten en symbolen. Het werd meerdere malen herdrukt en dient nog steeds als vraagbaak over het jodendom. Ook schreef hij een leerboek Hebreeuws.
De Vries was een voorstander van het zionisme, een opvatting waarin hij werd bestreden door andere orthodoxe joden.
In 1940 zette hij zijn rabbinale werk bij de joodse gemeente van Haarlem stop en ging hij met emeritaat. Twee jaar later verhuisde hij op aanwijzing van de bezetter naar Amsterdam, waarvandaan hij in 1943 werd gedeporteerd naar het kamp Westerbork. De Vries wiens geestesgesteldheid sterk bleef, was een steun voor andere kampbewoners. 11 januari 1944 werd hij met zijn echtgenote naar het Duitse concentratiekamp Bergen-Belsen afgevoerd, waar Simon de Vries op 73-jarige leeftijd met zijn vrouw de dood vond.

## Eerbetoon
Vlak bij de plek waar de oude synagoge van Haarlem stond waaraan De Vries meer dan vijftig jaar was verbonden, is in 2006 een binnenplein naar hem vernoemd, de Simon de Vrieshof. Op 7 mei 2025 is op de hoek van de Marktstraat en Nieuwstraat een herdenkingsmonument geplaatst ter nagedachtenis van Simon Philip de Vries.